# Harpicostia
Harpicostia là một chi bướm đêm thuộc họ Geometridae.